# Insming
Insming település Franciaországban, Moselle megyében. Lakosainak száma 601 fő (2022. január 1.). Insming Albestroff, Givrycourt, Kappelkinger, Nelling, Réning és Vittersbourg községekkel határos.

## Népesség
A település népességének változása:
| Lakosok száma | 599  | 631  | 602  | 609  | 592  | 601  | 588  | 590  | 597  | 601  |
|               | 1968 | 1990 | 2006 | 2011 | 2015 | 2016 | 2018 | 2019 | 2021 | 2022 |